# ماركو برناردي
ماركو برناردي (بالإيطالية: Marco Bernardi)‏ هو لاعب كرة قدم سان مارينوي، ولد في 2 يناير 1994 في مدينة سان مارينو في سان مارينو. شارك مع منتخب سان مارينو تحت 17 سنة لكرة القدم ومنتخب سان مارينو تحت 21 سنة لكرة القدم. أما مع النوادي، فقد لعب مع نادي يوفنس/دوغانا.

## وصلات خارجية
- ماركو برناردي على موقع الاتحاد الدولي (مؤرشف)  (الإنجليزية)
- ماركو برناردي على موقع الاتحاد الأوربي (الإنجليزية)
- ماركو برناردي على موقع قاعدة بيانات كرة القدم.إي يو (الإنجليزية)
- ماركو برناردي على موقع ناشيونال فوتبول تيمز (الإنجليزية)